# Euryproctus parvulus
Euryproctus parvulus là một loài tò vò trong họ Ichneumonidae.